# Kultivi
A Kultivi é um site de cursos livres online destinado a qualificação sem custos ao usuário.

## História
A Kultivi é uma edtech brasileira com escritório em Curitiba, é um site de cursos livres e gratuitos. Foi criada em 2017 por Cláudio Daniel Matos Advogado - CEO e cofundador, Ricardo Pydd - Empreendedor e cofundador, Emir Baranhuk - Sócio Fundador, e Carlos Siaudzionis - Sócio Fundador. A Kultivi nasceu na época da crise com 13 milhões de desempregados com o objetivo de colaborar com qualificação gratuita.

## Empresa
A Kultivi é um site de cursos livres gratuitos que surgiu com o objetivo de oferecer oportunidade de cursos sem cobranças ao usuário com certificado de conclusão. Possui vários cursos nas áreas de concursos públicos, enem, idiomas, carreira e negócios, OAB e Saúde, mas é mais conhecida pelo curso de inglês com o professor Rui Ventura.
O modelo de negócio da Kultivi permite que o faturamento seja dividido entre ações de Marketing Digital e parcerias.
Em 2019 começou a ganhar notoriedade na internet sendo assunto de artigos em sites de notícias como Bem Paraná, Gazeta do Povo, canal do ensino, Catraca Livre, tech tudo, Revista Galileu.
Desde 2020 a Kultivi participa do programa de aceleração da Hotmilk, recebendo mentorias para crescimento e expansão da startup.  Em maio de 2021, o site alcançou 1 milhão e 500 mil alunos cadastrados.
O time da Kultivi conta com profissionais das áreas de: 
- Marketing;
- Linguagens;
- Atendimento;
- Conteúdo;
- Produção de materiais;
- Desenvolvimento;
- Tecnologia;
- Designer;
- Planejamento e Financeiro.

## Origem do Nome Kultivi
Kultivi tem origem na língua esperanto e significa cultivar. 

## Logotipo
A logotipo simboliza uma gota de água pingando sobre uma planta, que crescerá e renderá frutos.
Portanto, a gota de água é a Kultivi, a planta é Educação de cada indivíduo. Quanto mais a planta for regada, mais ela crescerá e trará os resultados planejados.